# Můj první den na novém pracovišti
Můj první den na novém pracovišti je téma televizního cyklu Bakaláři, který pro vysílání v roce 1977 připravilo ostravské studio Československé televize. Podle námětů televizních diváků napsal scenárista Vladimír Kotmel tři televizní povídky: Silo, Telefon a Transfúze. Režisérem pořadu byl Václav Hudeček. Součástí pořadu bylo i vylosování pěti čísel Matesa.

## Povídka Silo
Obsazení
| Jiří Čapka       | Michal |
| Lenka Termerová  | Alena  |
| Přemysl Matoušek | otec   |
| Milena Asmanová  | matka  |
| Josef Kobr       | Havlík |
| Svatopluk Matyáš | Benda  |
| Alexandr Postler | Čermák |
| Ivan Dědeček     | řidič  |
| Václav Antoš     | řidič  |

## Povídka Telefon
Obsazení
| Tomáš Töpfer      | Ing. Martin Bouda        |
| Zuzana Fišárková  | kolegyně Helena Lišková  |
| Jan Filip         | kolega Žídek             |
| Milan Šulc        | kolega František Metelka |
| Bohuslav Čvančara | kolega Karel Fiala       |
| Stanislav Malý    | kolega Cásek zvaný Kecal |
| Jiří Zach         | Karas, ředitel podniku   |
| Lenka Termerová   | vypravěčka               |

Synopse
Mladý inženýr Martin Bouda (Tomáš Töpfer) nastupuje po škole do svého prvního zaměstnání v projekční kanceláři. Kolegové z kanceláře mu na uvítanou ihned připraví několik žertíků ve formě výzvědných telefonátů, ve kterých předstírají kádrováka, závodního lékaře nebo mzdovou účetní a zjišťují osobní informace např. o tom, zda je ženatý, kolik má dětí, zda umí plavat nebo hrát na nějaký hudební nástroj, jak velkou má hlavu nebo zda má mandle nebo mu namluví, že se stala chyba a jeho nástupní plat je ve skutečnosti vyšší. Poté, co Bouda zjistí, že si z něj zaměstnanci podniku dělají legraci, tak následujícímu volajícímu vše od plic vyčte. Avšak tentokrát byl telefonát skutečný a hned vzápětí volá sám ředitel podniku, aby se Bouda dostavil k němu do kanceláře. Kolegové se nováčkovi omlouvají, avšak jeden z nich (ten, který se žertíků na Boudu neúčastnil) připraví i pro ně jeden malý ostrý žertík ve formě připínáčků na židlích.

## Povídka Transfúze
Obsazení
| Jiřina Froňková   | Marková          |
| Jana Vaňková      | matka            |
| Miroslav Horák    | primář           |
| Jitka Smutná      | zdravotní sestra |
| Josef Charvát     | asistent         |
| Osvald Albín      | vrátný           |
| Radvana Havelková | domovnice        |
| Marie Viková      | dělnice          |

## Tvůrci pořadu
| Scénář | Vladimír Kotmel |
| Režie  | Václav Hudeček  |
| Kamera | Jaromír Zaoral  |
| Střih  | Jaroslav Večeřa |

## Technické údaje
- Premiéra: 30. červenec 1977 (I. program Československé televize)
- Studio: Ostrava
- Barva: černobílý
- Jazyk: čeština
- Délka: cca 75 minut

## Z dobového tisku
Recenzent v Tvorbě (32/1977) ostravské vydání Bakalářů zhodnotil takto: „Ostravští Bakaláři (...) mile překvapili. Všechny tři příběhy obsahovaly dramaticky nosné dějové zápletky, které v scenáristickém zpracování Vladimíra Kotmela nepostrádaly přesvědčivost ani situační působivost. Nápad s pohotovou konferenciérkou, jež jednotlivými epizodami volně prochází a na vhodných místech jejich průběh vtipně glosuje nebo doplňuje o další souvislosti, čímž celý program stylisticky sjednocuje, patřil ke stejně šťastným jako ten, na jehož základě byla realizace svěřena zkušenému pražskému režisérovi Václavu Hudečkovi, který snímek natočil se zjevnou řemeslnou rutinou a žánrovou vybroušeností. Problémem však i nadále zůstává závěrečná beseda s autory použitých námětů, která má s atmosférou předchozího programu většinou pramálo společného a působí zcela izolovaně. Bylo by záslužné, kdyby se zainteresovaným scenáristům podařilo vymyslet způsob, jakým tuto sekvenci nápaditěji využít a organicky ji začlenit do kontextu uvedených dramatických příběhů.“ 